# James von Bischoffshausen

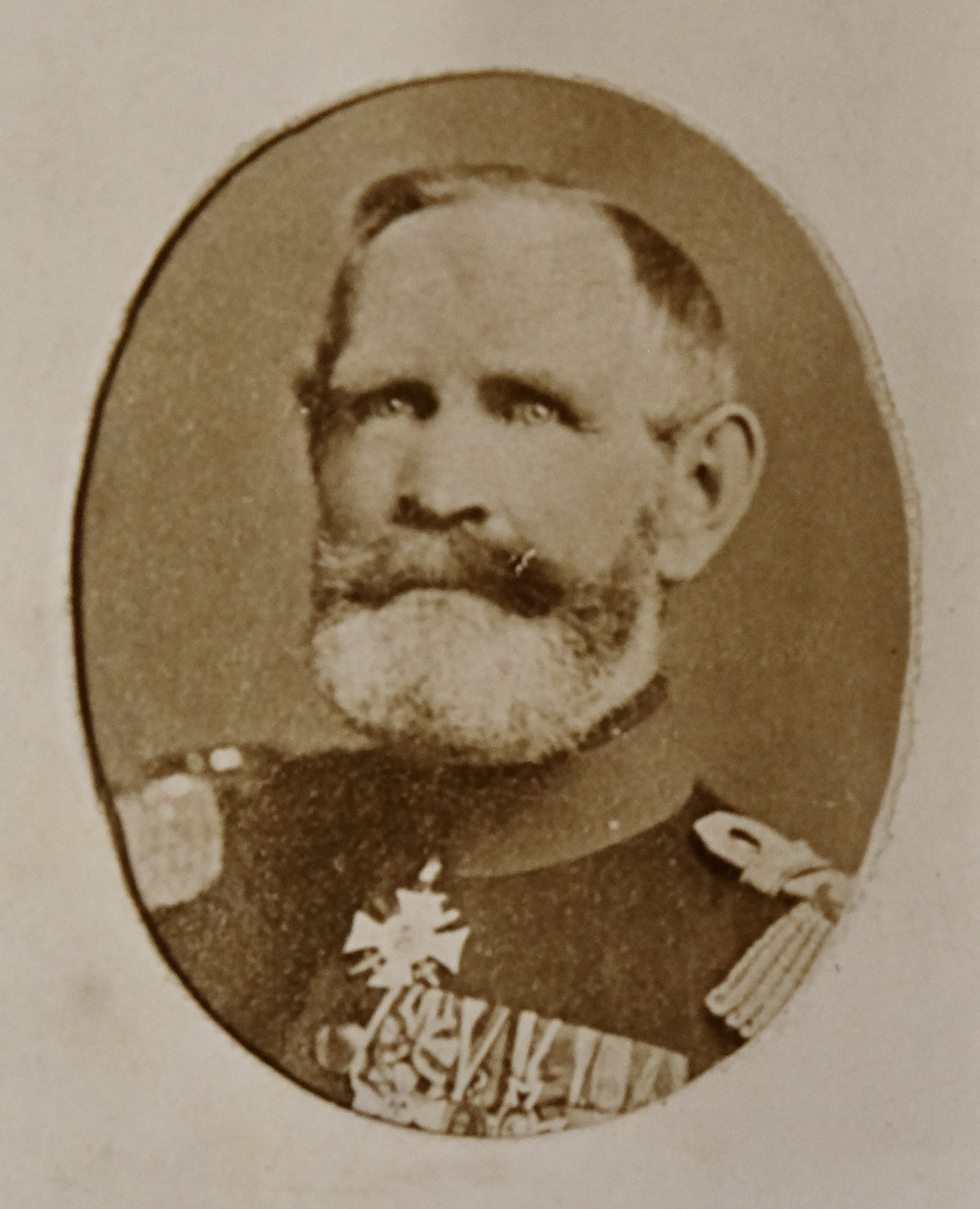
James von Bischoffshausen (1813–1880)

Christian James Oliver Terenz von Bischoffshausen (* 15. September 1813 in Witzenhausen; † 4. Juni 1880 in Rotenburg an der Fulda) war ein preußischer Generalmajor und Kommandant von Stralsund.

## Leben

### Herkunft
James war ein Sohn des Barons Mordrian von Bischoffshausen (1779–1850) und dessen erster Ehefrau Elisabeth, geborene Bartlett (1789–1828). Sein Vater war Herr auf Bischoffhausen und Berge, sowie großbritannischer Brigadeinspekteur. Sein Bruder Edwin (1810–1884) war hessischer Oberregierungsrat.

### Militärkarriere
Bischoffshausen trat am 30. Mai 1829 als Jäger in das Garde-Jäger-Bataillon der Kurhessischen Armee ein. Am 13. Oktober 1832 wurde er als Portepeefähnrich in das 1. Linien-Infanterie-Regiment versetzt und avancierte Ende Dezember 1833 zum Sekondeleutnant im Infanterie-Regiment vacant „Prinz Solms“. Bischoffshausen stieg Anfang Juni 1847 zum Premierleutnant auf und war von Juni 1847 bis März 1850 als Adjutant der 1. Infanterie-Brigade kommandiert. In dieser Eigenschaft nahm er 1849 während des Feldzuges gegen Dänemark an den Gefechten bei Atzbüll, Nübel und Düppel teil. Nach einer zweimonatigen Kommandierung als Adjutant der 2. Infanterie-Brigade wurde Bischoffshausen am 24. Oktober 1851 in das Leib-Garde-Regiment versetzt und am 8. Dezember 1851 unter Beförderung zum Hauptmann in den Generalstab nach Kassel kommandiert. Am 6. Juli 1857 erfolgte seine Ernennung zum Kompaniechef und Ende September 1859 stieg er als Major zum Bataillonskommandeur auf. Ab Mitte März 1864 war Bischoffshausen für ein Jahr stimmführender Bevollmächtigter bei der Bundesmilitärkommission in Frankfurt am Main und wurde am 19. August 1864 unter Beförderung zum Oberstleutnant in den Generalstab versetzt. Am 26. März 1865 wurde er zum Flügeladjutanten des Kurfürsten Friedrich Wilhelm I. ernannt und zugleich mit der Wahrnehmung der Geschäfte des Generaladjutanten beauftragt. Bischoffshausen wurde am 2. April 1866 mit der Führung des 3. Infanterie-Regiments „Prinz Friedrich Wilhelm“ beauftragt und nahm am Krieg gegen Preußen teil.
Nach der Militärkonvention mit Preußen wurde Bischoffshausen am 30. Oktober 1866 als Oberstleutnant mit Patent vom 24. August 1864 in die Preußische Armee übernommen und dem 1. Magdeburgischen Infanterie-Regiment Nr. 26 aggregiert. Am 31. Dezember 1866 wurde er mit Patent vom 30. Oktober 1866 zum Oberst befördert. Unter Stellung à la suite des Regiments erfolgte am 22. März 1868 seine Ernennung zum Kommandanten von Stralsund. In dieser Stellung erhielt er Mitte August 1871 den Charakter als Generalmajor. Gesundheitsbedingt nahm Bischoffshausen seinen Abschied und wurde am 22. Februar 1873 unter Verleihung des Roten Adlerordens II. Klasse mit Eichenlaub mit Pension zur Disposition gestellt.
Er starb am 4. Juni 1880 in Rotenburg an der Fulda.

### Familie
Bischoffshausen heiratete am 29. Dezember 1847 in Kassel Natalie Buderus von Carlshausen (1823–1879). Das Paar hatte mehrere Kinder:
- Bertha Sophie (1849–1908) ⚭ 1880 Georg Coester († 1917), Kaufmann
- Klara (1851–1931)
- Albrecht (1855–1937), preußischer Generalleutnant ⚭ 1888 Helene von Hoppenstedt (1866–1948)
- Maximilian (1857–1933), nach Australien ausgewandert
- Otto (1858–1859)
- Helene (1862–1949) ⚭ 1899 Karl Dürr († 1916), preußischer Oberstleutnant, gefallen bei Dmitrowkain, Wolhynien